# Directo al corazón
Directo al Corazón é o segundo álbum de estúdio do cantor mexicano Luis Miguel, lançado em 1982. De acordo com o jornal A Tribuna, o álbum vendeu mais de 900 mil cópias no México. Na Argentina, vendeu 115 mil cópias e ganhou um disco de ouro.

## Lista de faixas
- Créditos adaptados do encarte do LP Directo al Corazón, de 1982.[4]

| N.º            | Título                               | Compositor(es)               | Duração |  |
| 1.             | "Directo al Corazón"                 | Rubén Amado Javier Santos    | 2:44    |  |
| 2.             | "Recuerdos Encadenados"              | Amado Santos                 | 3:14    |  |
| 3.             | "Lo Lei en tu Diario"                | Carlos Gaviola Miguel Tottis | 3:02    |  |
| 4.             | "A Mis Años Ya Te Amo"               | Amado Santos                 | 2:52    |  |
| 5.             | "Nosotros Dos"                       | Oscar Nicolini               | 3:14    |  |
| 6.             | "Rock de la Niña Cruel"              | Amado Santos                 | 2:28    |  |
| 7.             | "Marcela"                            | Luis Rey                     | 2:50    |  |
| 8.             | "Si Ves A mi Chica, Dile Que la Amo" | Amado Santos                 | 2:27    |  |
| 9.             | "No es Permitido"                    | Nano Concha                  | 2:52    |  |
| 10.            | "La Juventud"                        | Amado                        | 2:33    |  |
| Duração total: | Duração total:                       | Duração total:               | 28:16   |  |